# Peperige vaalhoed
De peperige vaalhoed (Hebeloma ingratum) is een schimmel in de familie Hymenogastraceae. Hij vormt ectomycorrhiza met Eik (Quercus) in loofbos op vochtig tot droog (matig) voedselrijk zand of lemig zand.

## Kenmerken
Kenmerkend voor deze soort zijn de sterke, weinig aangename, peperige geur (als van mansoor) en de bittere smaak.

## Verspreiding
De peperige vaalhoed komt in Nederland uiterst zeldzaam voor.